# Slavia (norská hudební skupina)
Slavia byla norská blackmetalová kapela založená v roce 1994 hudebníkem Jonasem Raskolnikovem Christiansenem v norském městě Kongsberg původně pod názvem Dreygjarnir. V roce 1997 se přejmenovala na Slavia. Kapela se přestěhovala do Bergenu (Christiansen zde studoval). V listopadu 2011 Christiansen zemřel na rakovinu a jelikož byl jediným stálým členem kapely, ta po jeho smrti zanikla.
V roce 2007 vyšlo první studiové album s názvem Strength and Vision.

## Diskografie

### Demo nahrávky
- Spectral Fascination (1998)
- Collective Trash (1999)
- Not of This World (1999)
- Gloria in Excelsis Sathan (2001)
- Collective Black Trash (2002)
- Promo 2002 (2002)
- Promofuck 2003 (2003)
- C.O.D. (2004)

### Studiová alba
- Strength and Vision (2007)
- Integrity and Victory (2011)

### EP
- Norwegian Black Terror Assault (2005)
- Styrke og Visjon (2006)

### Live nahrávky
- Live in Bergen 2007 (2007)